# Schneerosenkirche
Koordinaten: 46° 37′ 42,5″ N, 13° 22′ 17,8″ O
Die Schneerosenkirche ist die evangelische Pfarrkirche von Hermagor.

## Baugeschichte

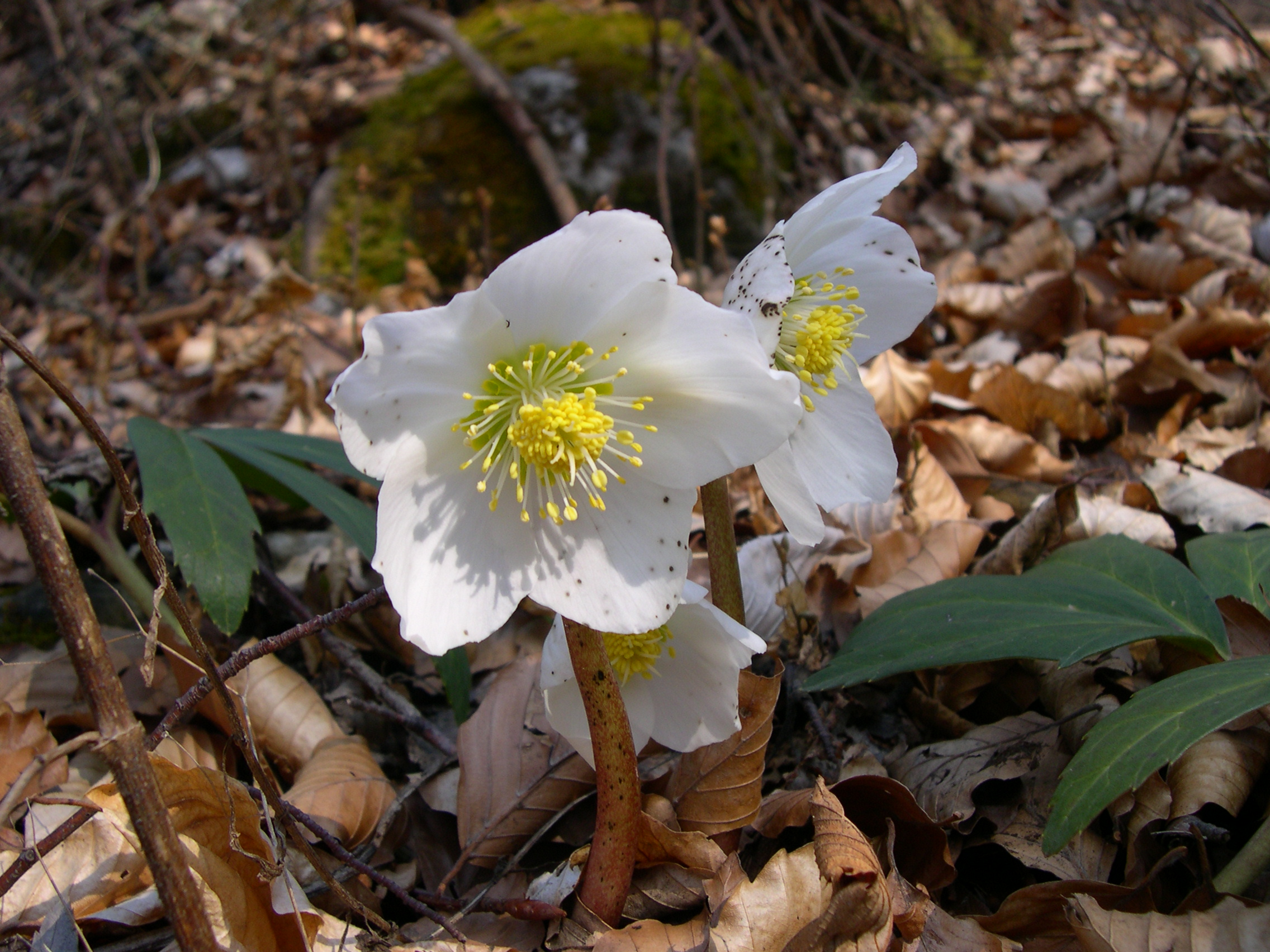
Die namensgebenden Schneerosen

Die Kirche wurde 1921–1926 mit einem kalkulatorischen Budget von 680 Mio. Kronen erbaut, wovon 480 Mio. Kronen auf Material-, Arbeits- und Geldspenden der Gemeindemitglieder entfielen. Der Name bezieht sich auf eine Spendenaktion zur Finanzierung des Baus, in deren Rahmen den in- und ausländischen Spendern Schneerosen zugeschickt wurden. Der Entwurf stammte von Matthias Unterberger. Für das Kupferdach wurden 1,2 t Patronenhülsen und Granatringe von der nahegelegenen Karnischen Front verwendet. 1932 wurde eine 3,5 t–Kirchenglocke installiert, damals die zweitgrößte Kärntens. Dach wie Glocke mussten 1941 für die Rüstungsindustrie abgegeben werden. 1949–1955 wurden drei neue, wesentlich kleiner Glocken installiert. 1951 wurde bei Max Dreher eine Orgel gekauft. 1992 musste die Kirchenstiege einer Straßenverbreiterung weichen. Deshalb wurde der Kirchenvorplatz mit einer Lutherrose neu gestaltet. 1995 erfolgte eine Außenrestaurierung.

## Baubeschreibung
Die Kirche liegt sonnseitig über der Stadt. Sie ist ein romanisierender Langbau mit Turm in der Südostecke, der Saal mit Flachtonne, und 3/8-Apsis. Ostseitig Seitenschiffanbau durch Empore unterteilt. Das Altarbild „Guter Hirt“ stammt von Engelbert Lenard.

## Gemeinde
Die Pfarrgemeinde Hermagor-Watschig in der Superintendentur Kärnten und Osttirol geht auf die Watschiger Toleranzgemeinde zurück. Das 1783 geweihte Watschiger Toleranzbethaus ist heute die Tochterkirche.

## Bilder

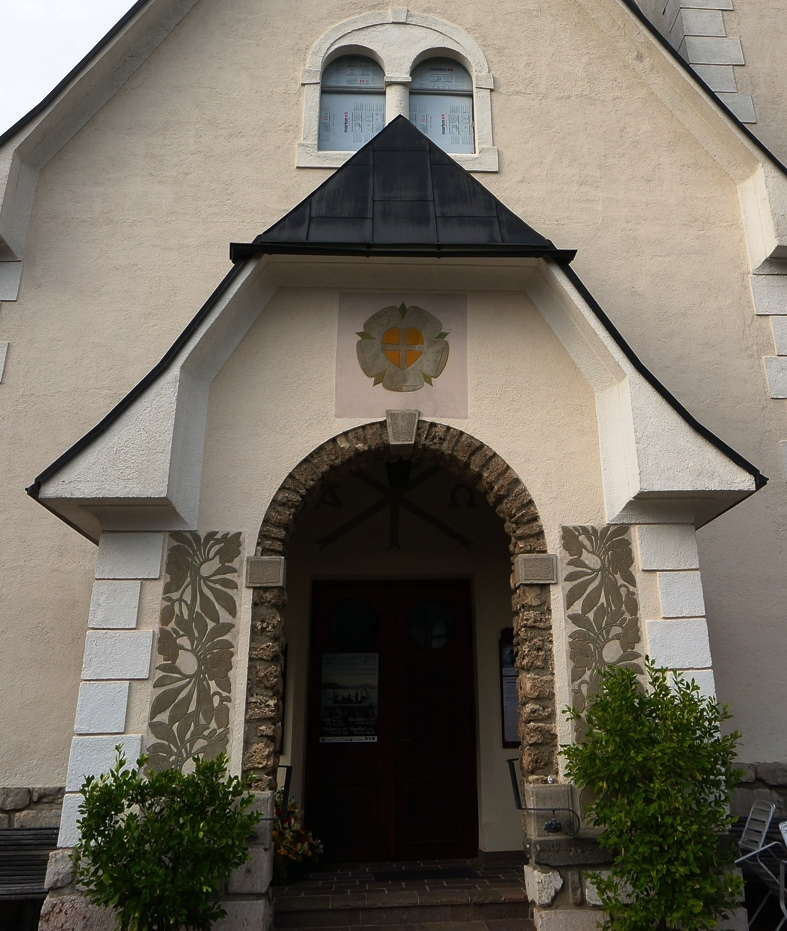
Portal
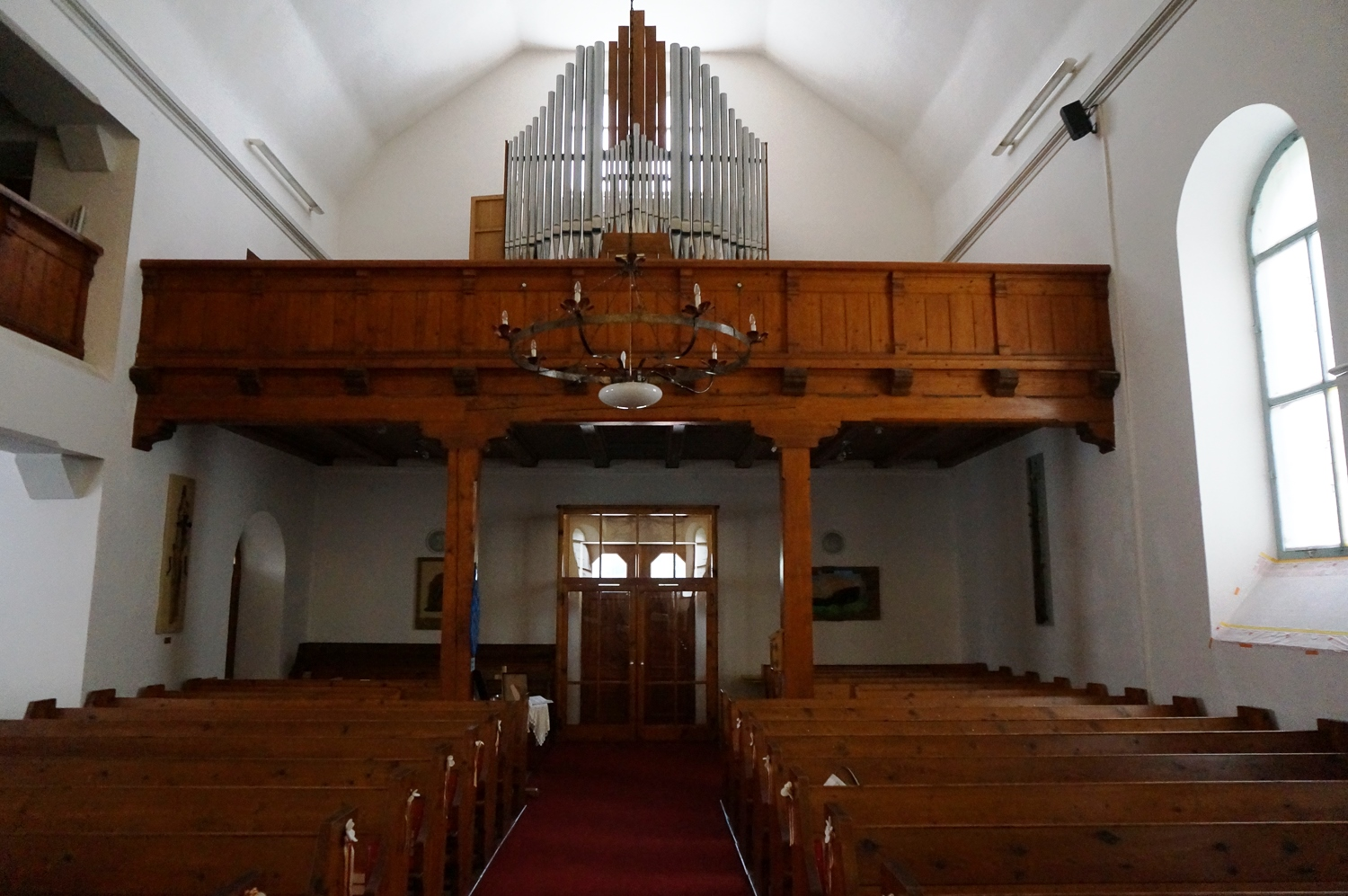
Empore und Orgel
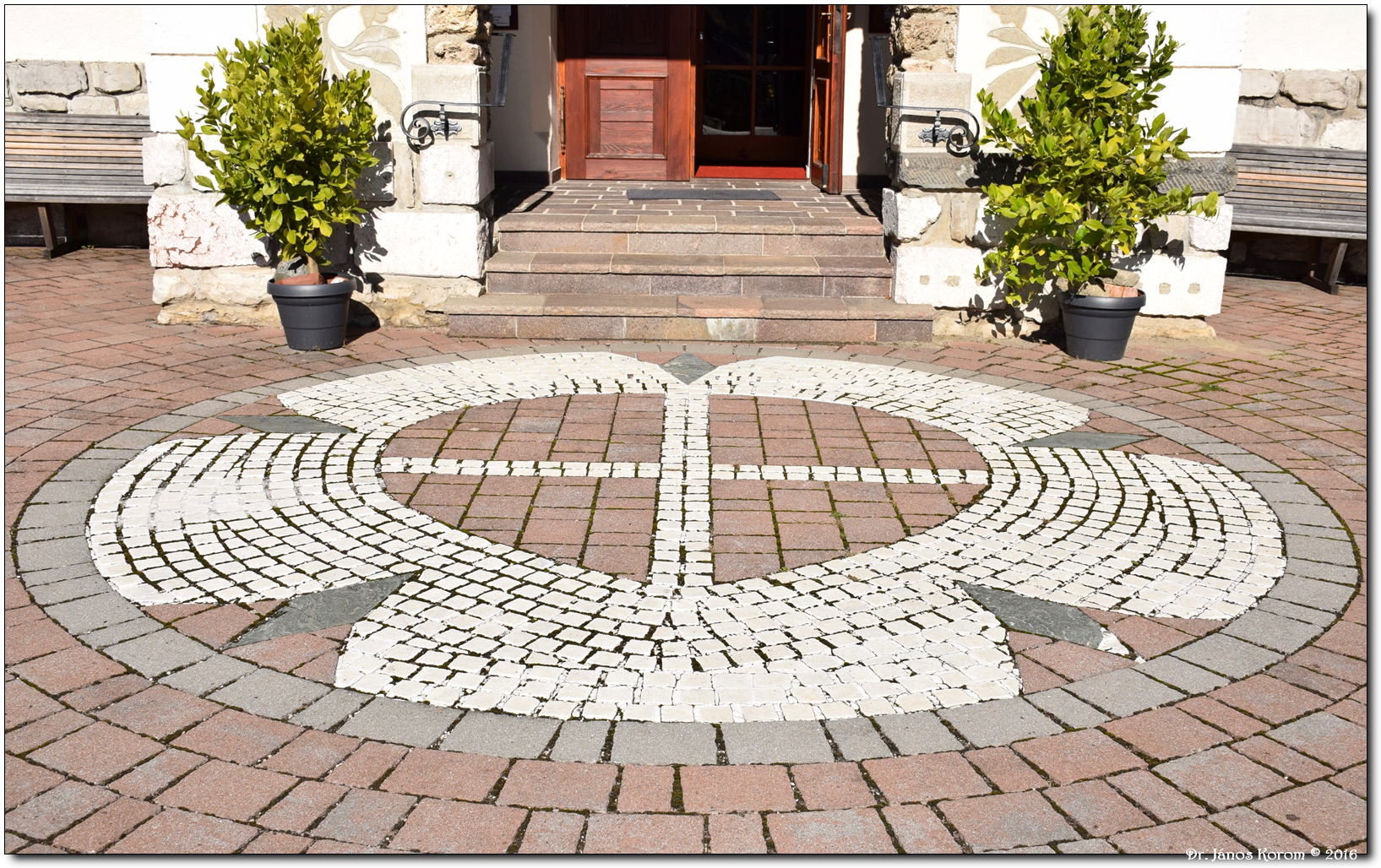
Vorplatz mit Lutherrose

## Belege
1. ↑  Schneerosenkirche. In: evang-hermagor.at. Abgerufen am 7. Juni 2021.
2. 1 2  Schneerosenkirche. In: evang-hermagor.at. Archiviert vom Original (nicht mehr online verfügbar) am 7. Juni 2021; abgerufen am 7. Juni 2021.  Info: Der Archivlink wurde automatisch eingesetzt und noch nicht geprüft. Bitte prüfe Original- und Archivlink gemäß Anleitung und entferne dann diesen Hinweis.
3. 1 2  Dehio-Handbuch. Die Kunstdenkmäler Österreichs. Kärnten. Anton Schroll, Wien 2001, ISBN 3-7031-0712-X, S. 294.
4. ↑  Watschig. In: evang-hermagor.at. Archiviert vom Original (nicht mehr online verfügbar) am 7. Juni 2021; abgerufen am 7. Juni 2021.  Info: Der Archivlink wurde automatisch eingesetzt und noch nicht geprüft. Bitte prüfe Original- und Archivlink gemäß Anleitung und entferne dann diesen Hinweis.